# Pedro Marquina Dutú
Pedro Marquina Dutú (n. Zaragoza; 1834 - f. Madrid; 24 de agosto de 1886), poeta y dramaturgo español del posromanticismo, tío del dramaturgo y poeta del modernismo Eduardo Marquina (1879-1946).

## Biografía
Estudió en el Seminario conciliar de Zaragoza, pero fue expulsado por su espíritu inquieto. Marchó a Madrid a buscar la gloria literaria, y consiguió alguna popularidad en el teatro por medio de comedias y dramas que representaba en el teatro Martín, sito en la calle Santa Brígida, que estuvo en activo entre 1870 y 1994. Pero empezó a derrochar sus ganancias en tabernas y terminó alcoholizado y viviendo la bohemia después del fracaso que tuvo un encargo del empresario Manuel Catalina para el teatro Apolo, de primera categoría: la pieza Un grano de trigo en tres actos y en verso, estrenada el 4 de agosto de 1874. Ese fracaso le devolvió al circuito de los teatros de segundo orden. 
Por entonces sus problemas con el alcohol empezaron a pasarle factura, pues pícaramente vendía sus derechos a varios taberneros a cambio de aguardiente cuando ya los tenía el empresario del Teatro Martín, Antonio Álvarez; a pesar de la protección de este (le invitó a comer gratis en su casa si dejaba la bebida, pero la resistencia del escritor no duró una semana) el poeta iba de mal en peor, agregado a la bohemia báquica de los escritores profesionales Pedro Escamilla, Florencio Moreno Godino y Pelayo del Castillo. En abril de 1878 alcanzó su punto más bajo, pues se tuvo que hacer una representación en su beneficio. Se hizo famosa la anécdota de que Práxedes Mateo Sagasta se compadeció de él al verlo gritando por el frío del invierno y le regaló su mejor gabán. El cadáver del poeta fue encontrado en la calle el 24 de agosto de 1886 y se le enterró medio podrido porque en cinco días que permaneció en el depósito no se pudo reunir dinero suficiente para su entierro.
Estrenó también algunas piezas en el Teatro Recoletos. Publicó libros de poesía como Papel impreso (1878) y El reo (1884) y alcanzó algunos éxitos como dramaturgo de acentos nacionalistas y grandilocuentes: El sitio de París (1871), La espada de Berenguer (1872), El arcediano de San Gil (1873), sobre el monarca Pedro I de Castilla; ¡Viva Cuba española! (1876), El poeta de guardilla (1878, presumiblemente autobiográfica), Palabra de aragonés (1882), etc.

## Obras

### Lírica
- Papel impreso (1878).
- El reo (1884).

### Teatro
- ¡Una herencia de gloria! Apropósito en un acto y en verso (1868).
- Las faltas de los padres (1869).
- La voz del deber. Comedia en un acto y en verso (Barcelona: Imprenta de N. Ramírez, 1869)
- El sitio de París (1871)
- El cosechero de Haro: drama en un acto y en verso (Haro: D. J. Felipe Pastor, 1871).
- Un cosechero riojano. Drama en un acto y en verso (Madrid: Impr. de S. Landáburu, 1871).
- Un corazón de oro (1872).
- La espada de Berenguer (1872).
- El arcediano de San Gil. Episodio dramático histórico en un acto y en verso (Madrid: R. Rodríguez, 1873).
- Un grano de trigo (Madrid: Julián Peña, 1874).
- El mejor derecho. Drama en un acto y en verso (Madrid: Imprenta de Pedro Abienzo, 1874).
- El poeta de guardilla (Madrid: Impr. de P. Abienzo, 1874).
- Un padre de familia. Comedia en un acto y en verso. Dedicada a la ilustre Junta de Damas, que preside la Exma. Sra. Condesa de Montijo. (Madrid: Imprenta de Pedro Abienzo, 1875).
- Diente por diente. Drama en dos actos y en verso (1875).
- La cabeza y el bazo (Madrid: Impr. de S. Landaburu, 1876).
- El corazón de un baturro: comedia en un acto y en verso (Madrid: Impr. de Pedro Abienzo, 1876).
- ¡Viva Cuba española! Drama en tres actos y en verso (Madrid: Impr. de F. García y D. Caravera, 1876).
- El nieto de un ciego. Balada en un acto (Madrid: José Rodríguez, 1881).
- La mina de oro: cuadro dramático en un acto y en verso (Madrid: Impr. de J. Rodríguez, 1881).
- Palabra de aragonés. Comedia en un acto y en verso (Madrid: Enrique Arregui, 1882).
- Un hombre de bien (Madrid: F. García, 1882).
- Para palabra, Aragón. Zarzuela en un acto y en verso. Arreglada de la Comedia Palabra de Aragonés (1889).

### Otros
- Cartas de Pedro Marquina a Manuel Catalina, 1873.
- Carta de Pedro Marquina a Francisco de la Parte, 9 de febrero de 1874.
- Carta de Pedro Marquina a Francisco de la Parte, 4 de abril de 1874.